# Joseph Kumuondala Mbimba
Joseph Kumuondala Mbimba (* 1941 in Mokombe; † 6. März 2016) war ein kongolesischer Geistlicher und römisch-katholischer Erzbischof von Mbandaka-Bikoro.

## Leben
Joseph Kumuondala Mbimba empfing am 21. September 1969 die Priesterweihe.
Papst Johannes Paul II. ernannte ihn am 29. November 1980 zum Titularbischof von Simidicca und Weihbischof in Bokungu-Ikela. Der Erzbischof von Mbandaka-Bikoro, Erzbischof Frédéric Etsou-Nzabi-Bamungwabi CICM, spendete ihm am 7. Juni des nächsten Jahres die Bischofsweihe; Mitkonsekratoren waren Louis Nganga a Ndzando, Bischof von Lisala, und Josef Weigl MSC, Bischof von Bokungu-Ikela.
Am 18. März 1982 wurde er zum Bischof von Bokungu-Ikela ernannt. Am 11. Oktober 1991 wurde er durch Johannes Paul II. zum Erzbischof von Mbandaka-Bikoro ernannt. Am 5. März 2016 wurde ihm aufgrund gesundheitlicher Einschränkungen mit dem Bischof von Bokungu-Ikela, Fridolin Ambongo Besungu OFMCap ein Apostolischer Administrator sede plena als Verwalter des Erzbistums Mbandaka-Bikoro an die Seite gestellt. Seither ruhte seine Amtsgewalt als Erzbischof. Er starb bereits einen Tag später.